# Gare d'Akigawa
Pour les articles homonymes, voir Akigawa.
La gare d'Akigawa (秋川駅, Akigawa-eki) est une gare ferroviaire de la ville d'Akiruno, dans la métropole de Tokyo au Japon. Elle est exploitée par la JR East.

## Situation ferroviaire
La gare d'Akigawa est située au point kilométrique (PK) 5.7 de la ligne Itsukaichi.

## Histoire
La gare a été inaugurée le 21 avril 1925 sous le nom de la gare de Nishi-Akiru (西秋留駅, Nishi-Akiru eki). Le nom est changé pour le nom actuel le 31 mars 1987, pour mieux représenter le fait qu'elle dessert la ville d'Akigawa (fusionnée avec Itsukaichi en 1995). Lors de la nationalisation des chemins de fer nationaux le 1er avril 1987, la gare est devenue sous le contrôle de JR East.

## Service des voyageurs

### Accueil
En 2014, la gare était utilisée par une moyenne de 7 226 passagers par jour.

### Desserte
- Ligne Itsukaichi :
  - voie 1 : direction Musashi-Itsukaichi
  - voie 2 : direction Haijima et Tachikawa